# Jasione crispa
Jasione crispa é uma espécie de planta com flor pertencente à família Campanulaceae. 
A autoridade científica da espécie é (Pourr.) Samp., tendo sido publicada em Ann. Acad. Polyt. Porto xiv. 161 (1921).

## Portugal
Trata-se de uma espécie presente no território português, nomeadamente os seguintes táxones infraespecíficos:
- Jasione crispa subsp. crispa - presente em Portugal Continental. Em termos de naturalidade é endémica da região atrás referida. Não se encontra protegida por legislação portuguesa ou da Comunidade Europeia.